# Dom Lekarski w Krakowie
Dom Towarzystwa Lekarskiego Krakowskiego – zabytkowy budynek znajdujący się w Krakowie, w dzielnicy I przy ulicy Radziwiłłowskiej 4, na Wesołej.

## Historia
Towarzystwo Lekarskie powołano w Krakowie w 1866, dopiero jednak w 1903 otrzymało ono od miasta parcelę budowlaną pod przyszłą siedzibę przy ulicy Radziwiłłowskiej. Jednopiętrowy dom zaprojektował Julian Sowiński. Na fasadzie domu znajduje się złocony napis „Towarzystwo Lekarskie”. Na prośbę prezesa Towarzystwa doktora Juliana Nowaka urządzenia wnętrz podjął się Stanisław Wyspiański.
Dom Lekarski uroczyście otwarto 2 marca 1905. Do wybuchu II wojny światowej służył lekarzom, po wojnie mieścił się tutaj magazyn, studium wojskowe Akademii Medycznej i jej biblioteka. Groźba zawalenia stropów pod ciężarem książek spowodowała rozpoczęcie budowy nowego gmachu biblioteki medycznej i remont budynku przy Radziwiłłowskiej. Towarzystwo Lekarskie odzyskało swoją własność dopiero w 1991. Dziś w budynku znajduje się siedziba Towarzystwa Lekarskiego, którego spotkania odbywają się w każdą środę. Większość pomieszczeń wynajmuje Uniwersytet Jagielloński – w budynku mieści się Muzeum Wydziału Lekarskiego UJ, Centrum Języka i Kultury Chińskiej Uniwersytetu Jagiellońskiego „Instytut Konfucjusza w Krakowie” i biura administracji uniwersyteckiej.

## Wnętrze
Wyspiański zaprojektował wystrój sali posiedzeń, czytelni i biblioteki. Sala posiedzeń (obecnie sala im. Stanisława Wyspiańskiego), której ściany pomalowano na kolor malinowy, zachowała do dziś fryz z kwiatów pelargonii. Motyw ten znajduje się także na kilimach i portierach. Meble w sali również zaprojektował Wyspiański. Na początku nie budziły entuzjazmu lekarzy, którzy narzekali na ich niewygodę. Żyrandole zdobiące dom lekarski przypominają płatki śniegu. Czytelnia miała popielate ściany wykończone fryzem z kwiatów róż. 
Klatka schodowa ma fryz z liści i kwiatów kasztanowca, ten sam motyw zdobi balustradę schodów. Na tle żółtych ścian doskonale wygląda witraż projektu Wyspiańskiego – alegoria układu słonecznego – Apollo spętany, witraż został zniszczony w styczniu 1945 podczas wysadzania przez Niemców pobliskiego wiaduktu kolejowego. Odnowiono go dopiero w 1972. Witraże w bocznych oknach projektował Jan Bukowski. W piwnicach przetrwała zabytkowa kotłownia centralnego ogrzewania z lat budowy domu.
Budynek jest zamknięty dla zwiedzających.

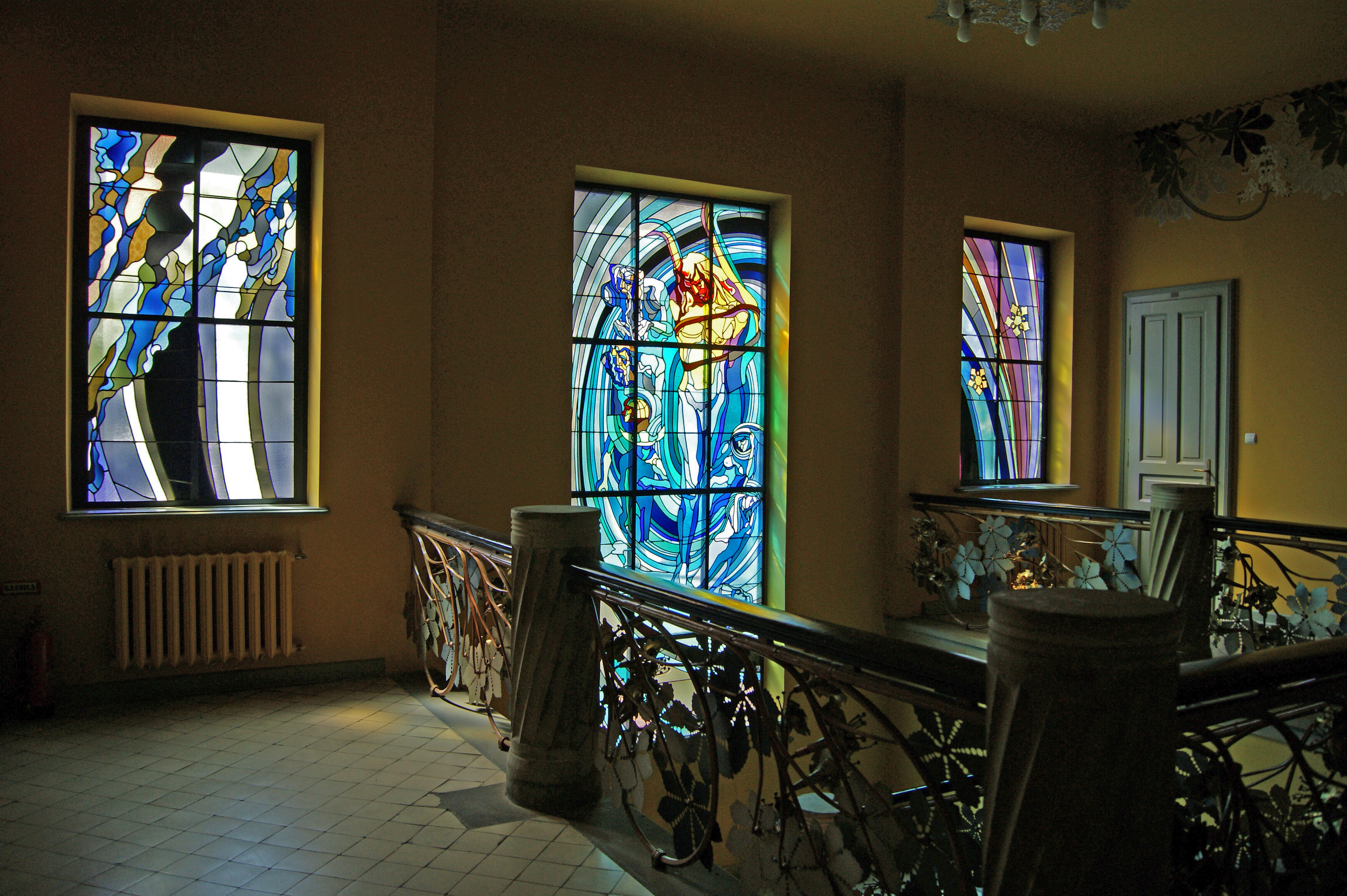
Klatka schodowa
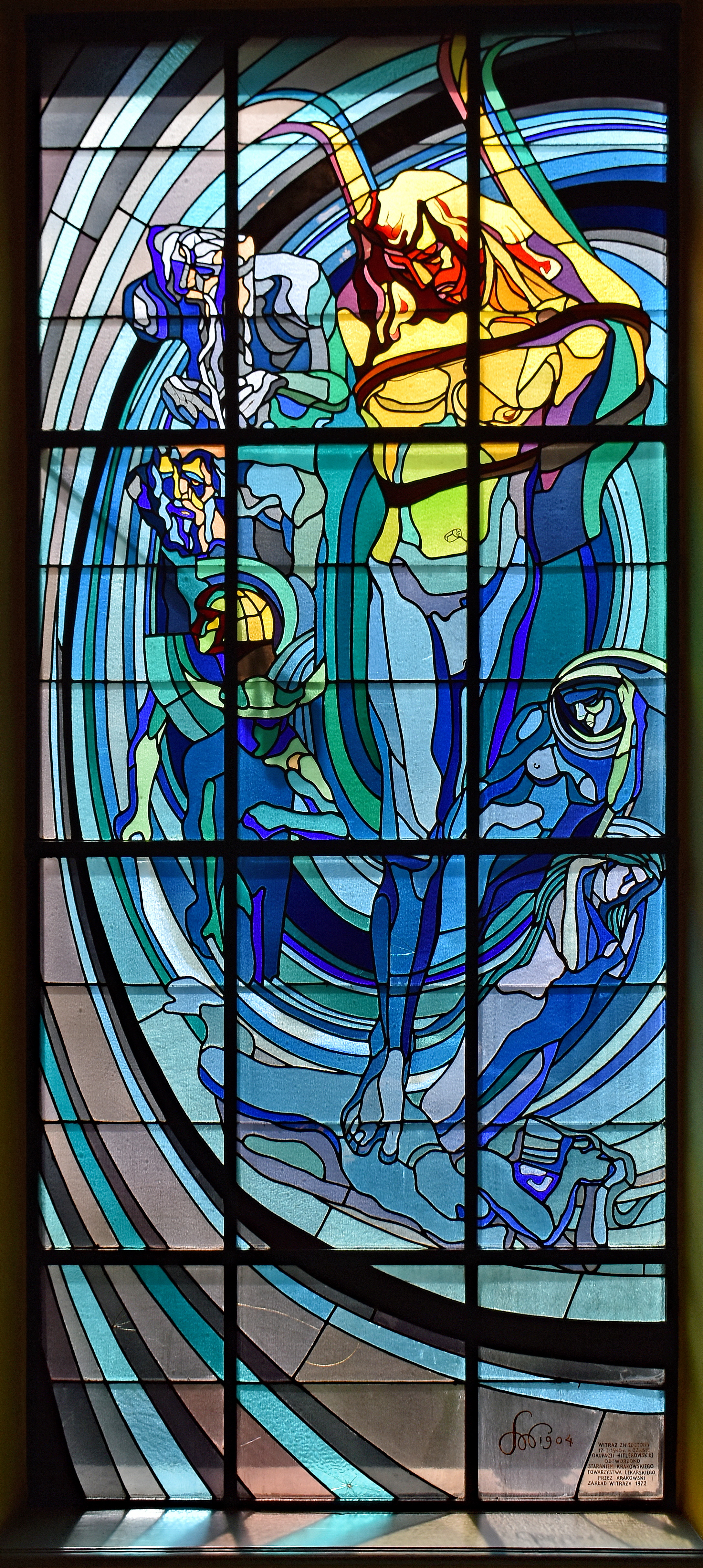
Witraż Apollo spętany
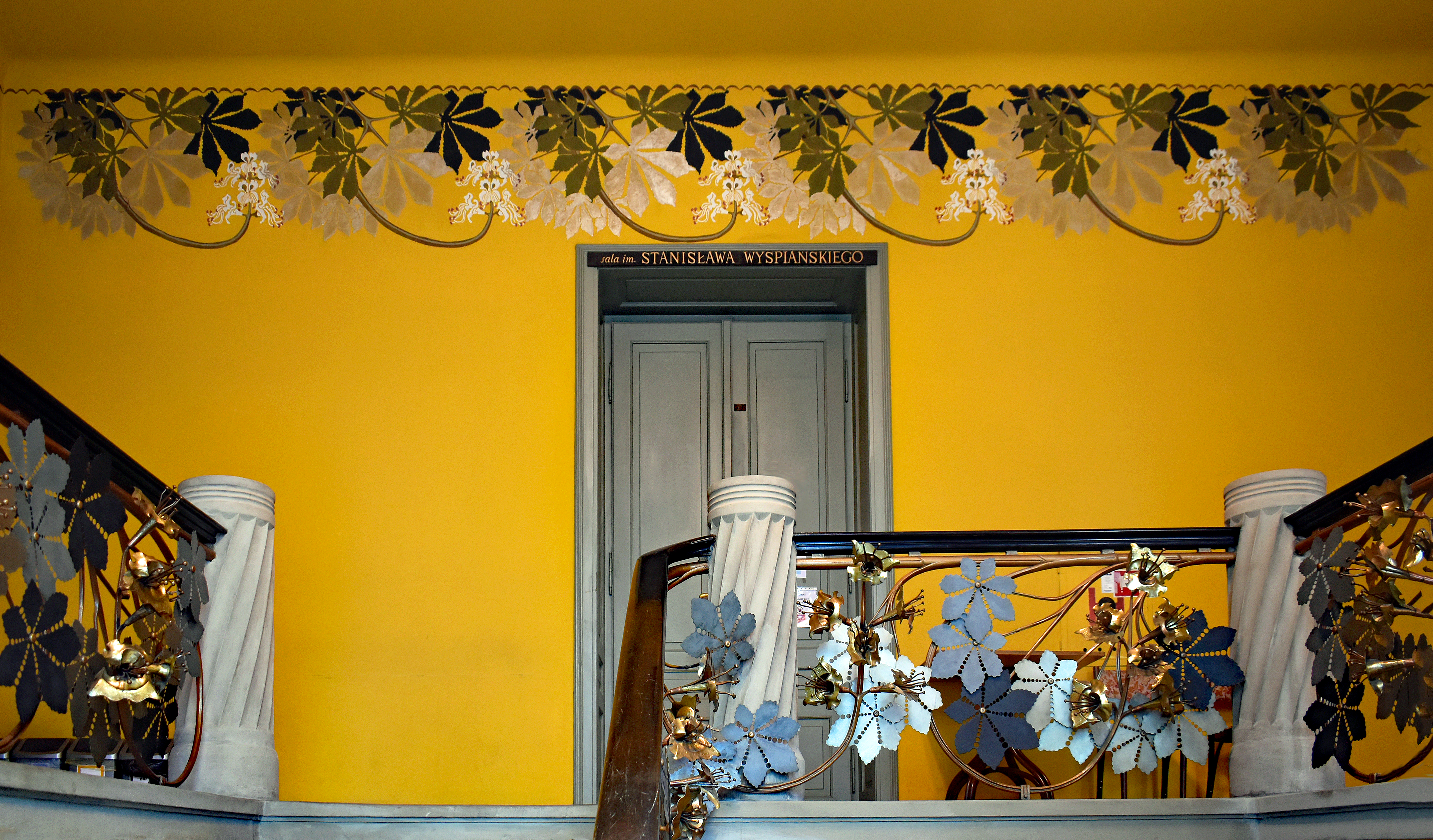
Fryz na klatce schodowej, liście i kwiaty kasztanowca
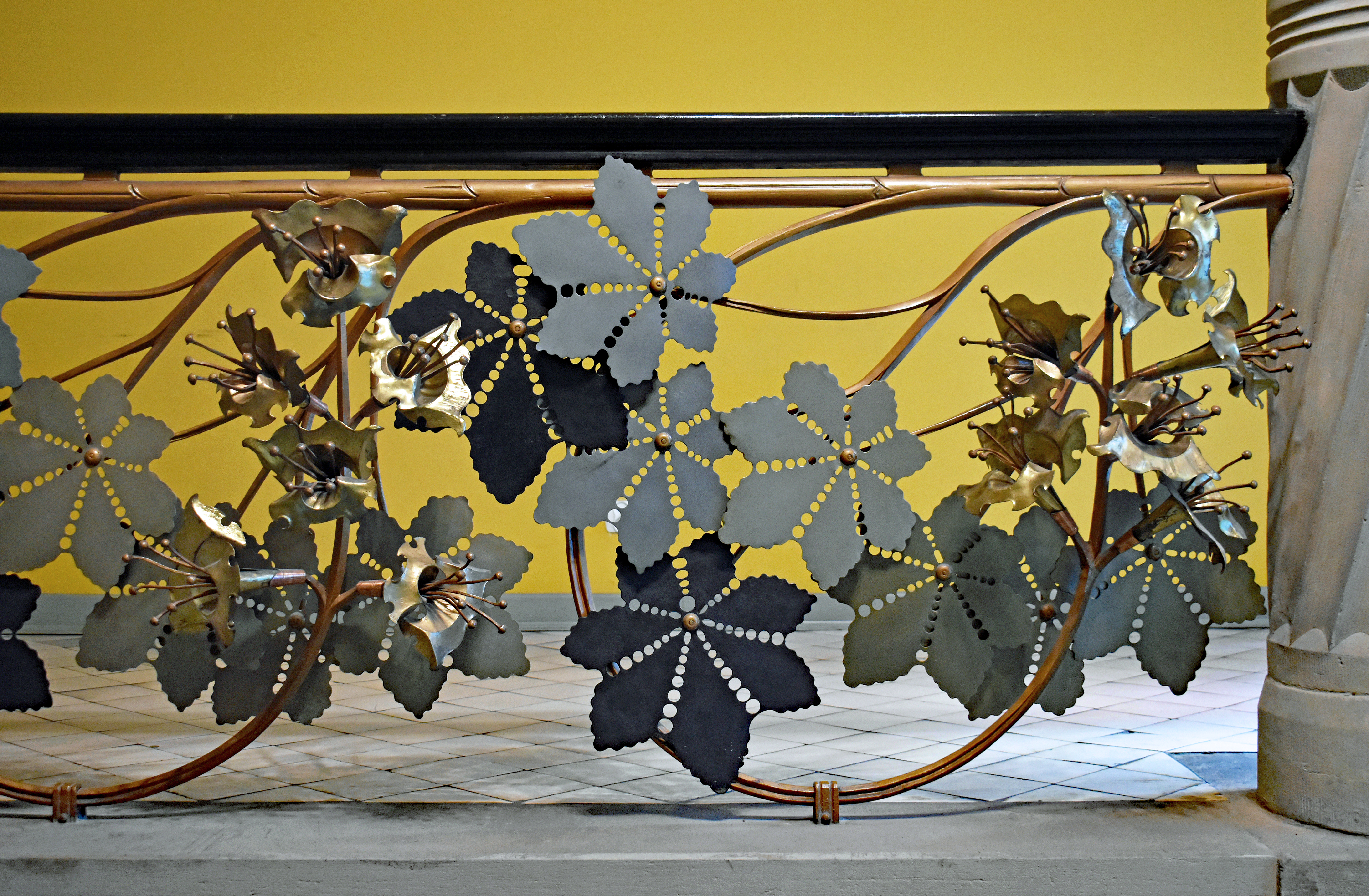
Detal balustrady
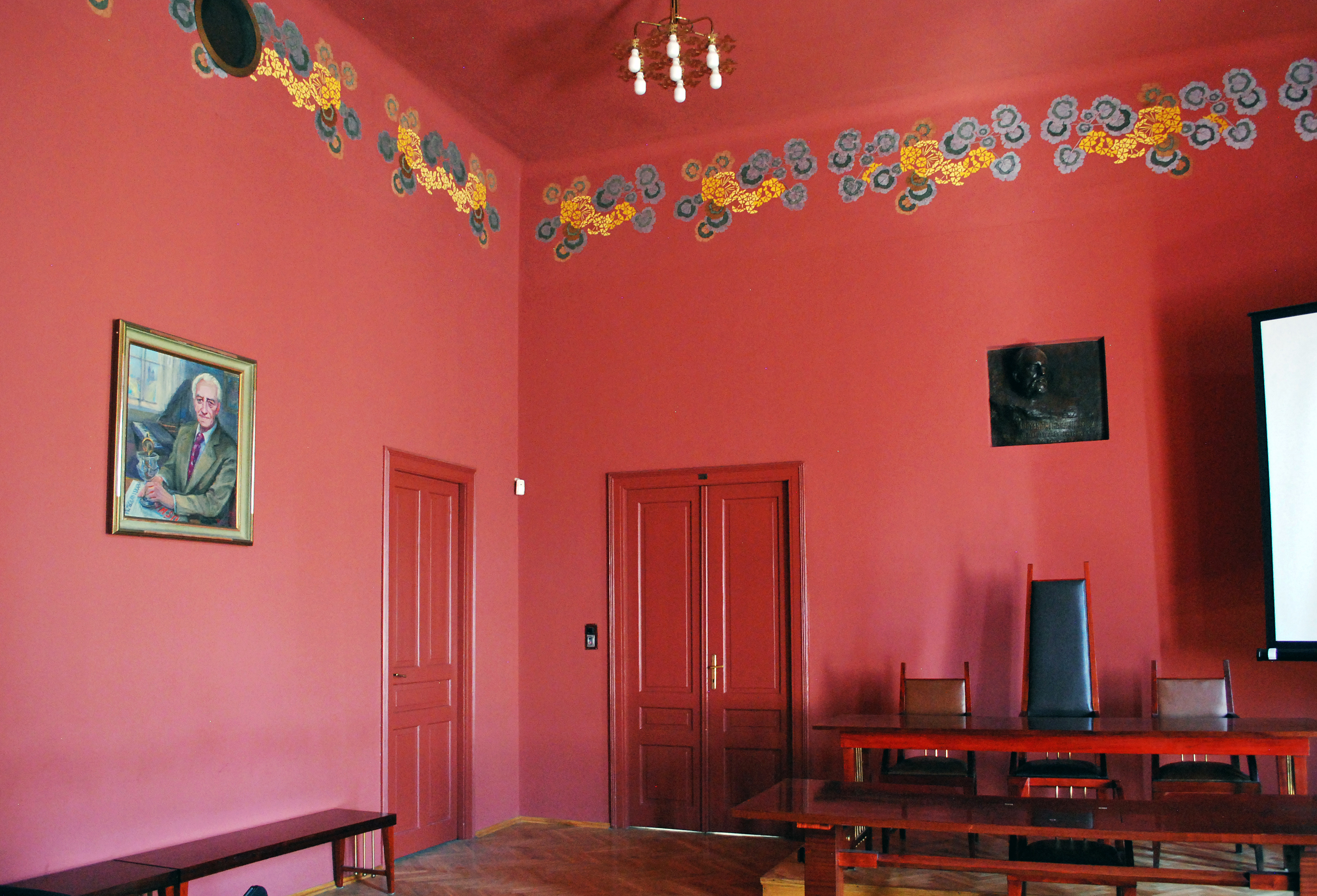
Sala posiedzeń-fryz liście i kwiaty pelargonii
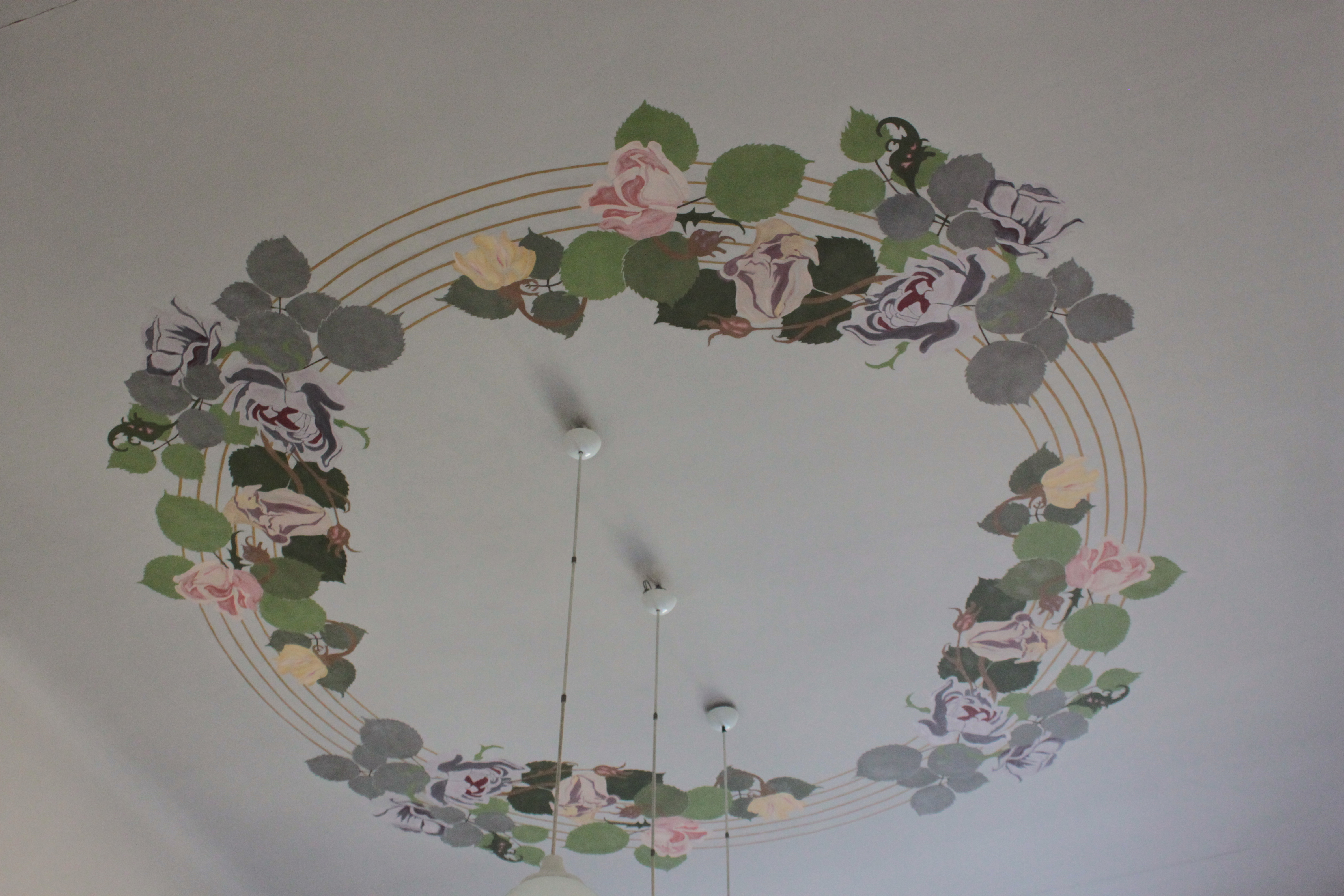
Fryz w czytelni-róże
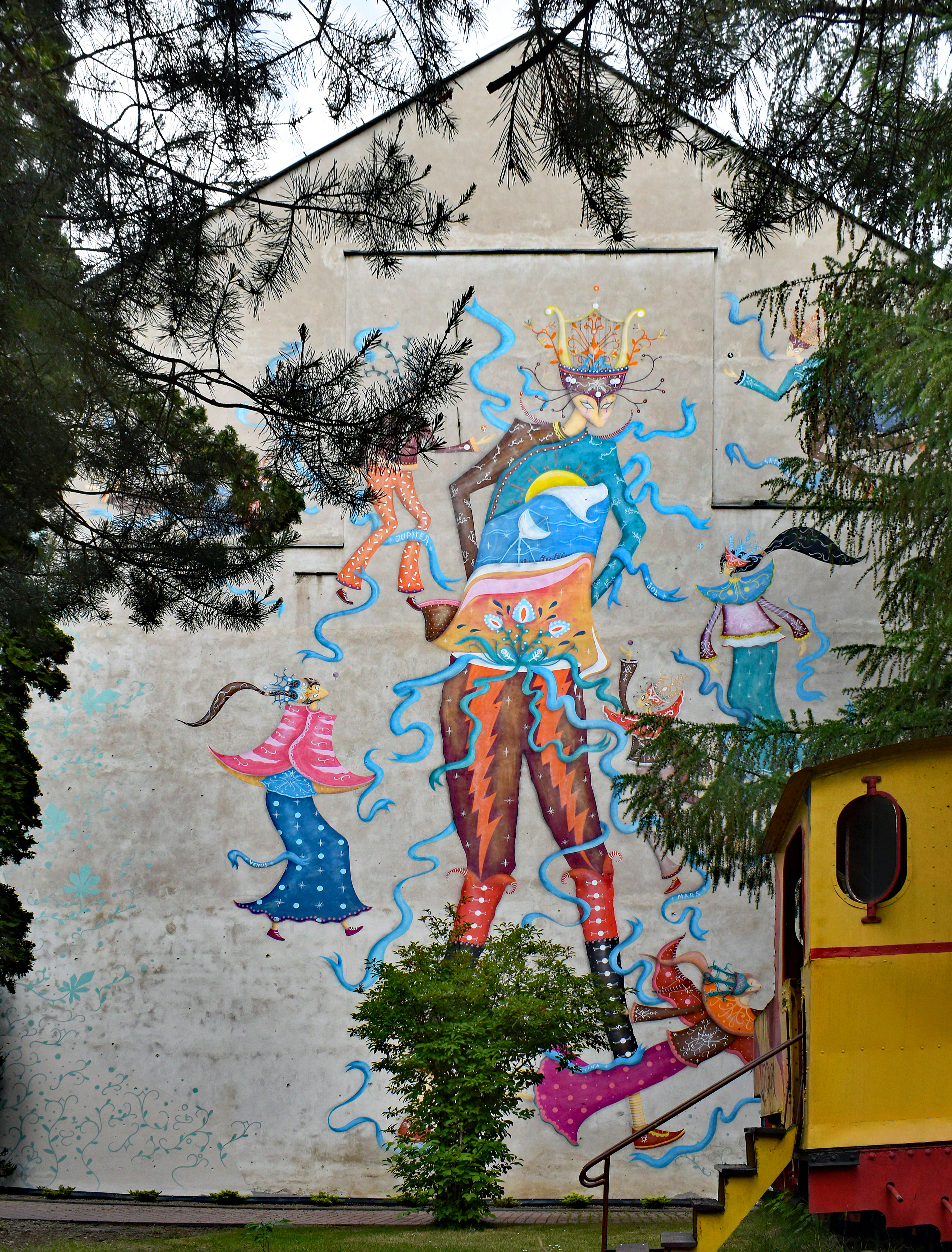
Mural Mikołaja Rejsa na południowej ścianie budynku